# Ministeri per al Desenvolupament, Obres Públiques i l'Administració de Romania
El Ministeri per al Desenvolupament, les Obres Públiques i l'Administració de Romania (en romanès: Ministerul Dezvoltării, Lucrărilor Publice și Administrației) és una institució de l’administració pública central romanesa, subordinada al govern de Romania. El Ministeri es va crear el 22 de desembre de 2012 mitjançant la reestructuració de l'antic Ministeri de Desenvolupament Regional i Turisme (2009-2010) i mitjançant l'adquisició de les estructures de l'administració pública i de les institucions especialitzades en aquesta àrea del Ministeri de l'Interior, sota l'Ordenança d'emergència núm. 96, de 22 de desembre de 2012.

## Ministres
Des del 23 de desembre de 2020, el ministre de Foment, Obres Públiques i Administració és Attila Cseke.

## Visió general
El Ministeri de Foment, Obres Públiques i Administració duu a terme polítiques governamentals en els àmbits del desenvolupament regional, desenvolupament territorial i cohesió, cooperació transfronterera, transnacional i interregional, planificació del territori, planificació urbana i arquitectura, habitatges, gestió i desenvolupament immobiliari i urbanístic, obres públiques i construcció. En aquestes àrees, el Ministeri gestiona diversos programes finançats amb fons europeus i nacionals: el Programa Operatiu Regional 2007-2013 i 2014-2020, 12 programes europeus de cooperació territorial per al 2014-2020, Programes europeus de cooperació territorial per al 2007-2013, PHARE - Cohesió econòmica i social Arxivat 2016-03-07 a Wayback Machine., programes de desenvolupament territorial, construcció d’habitatges Arxivat 2016-03-09 a Wayback Machine., rehabilitació tèrmica de blocs d’habitatges Arxivat 2019-05-28 a Wayback Machine., adaptació d’edificis propensos als terratrèmols Arxivat 2018-09-22 a Wayback Machine., construcció de pavellons esportius i cases culturals. Arxivat 2018-01-25 a Wayback Machine.